# Kaple v Heřmaničkách
Kaple v Heřmaničkách na Českolipsku byla postavena v empírovém slohu. Náleží pod římskokatolickou farnost Brenná. Její zasvěcení není uvedeno, bohoslužby se zde konají jen příležitostně. Byla využita i pro kulturní pořady.
Kolem kaple je vedena červeně značená turistická trasa z České Lípy do Mimoně, dříve značená jako turistická značená trasa 0328. Poblíž se nachází zastávka autobusové linky MHD 209 z České Lípy. Autobusy sem přijíždí ve všední dny několikrát denně.